# Rödöns kyrka
Rödöns kyrka är en kyrkobyggnad i Krokoms kommun. Den är församlingskyrka i Rödöns församling, Härnösands stift.

## Kyrkobyggnaden
Kyrkan har medeltida ursprung men fick sin nuvarande skepnad vid en om- och nybyggnad åren 1806-1811. Arbetet utfördes av byggmästare Johan Christoffer Loëll efter ritningar av arkitekt Thure Wennberg. Kyrkan eldhärjades 3 juni 1923 mitt under pågående gudstjänst. Åren 1926-1927 återuppbyggdes kyrkan efter ritningar av arkitekt Sven Brandel och 28 augusti 1927 blev den invigd på nytt. I sin nuvarande form består kyrkan av ett treskeppigt långhus med invändigt, smalare och rakt kor i öster, sakristia öster om koret samt kyrktorn i väster. Långhuset har ett sadeltak klätt med kopparplåt som lades om år 2000. Tornets tak täcks av en kopparklädd huv.
Vid kyrkans södra sida finns ett gravkapell uppfört 1926 efter ritningar av Sven Brandel.

## Inventarier
- Predikstolen som fanns i gamla kyrkan är daterad till 1654 och kompletterad 1926-1927 av Olof Ahlberg.
- Altaruppsatsen är utförd i trä av konstnären Olof Ahlberg på 1920-talet.
- En sexkantig dopfunt av trä är från 1600-talet.
- I kyrkans arkiv skall finnas en dansk psalm- och koralbok från 1573 tryckt i Köpenhamn av  Laurentz Benedicht och författad av superintendenten över Fyens stift Niels Jespersen.[1]

### Orgel
- 1752 byggde Carl Holm, Uppsala en orgel med 8 stämmor. Orgeln hade 3 bälgar. Orgeln nedmonterades på 1820-talet. Orgelverket återuppsattes och renoverades 1839 av Johan Gustaf Ek, Torpshammar. År 1883 blev orgeln reparerad och tillbyggd av Carl Olof Lindgren, Häggenås med en stämmor. 1923 förstördes orgeln när kyrkan bran. Endast väderlådan och klaviaturet räddades.

| Manual       |
| Gedackt 8'   |
| Principal 4' |
| Oktava 4'    |
| Flöjt 4'     |
| Kvinta 3'    |
| Oktava 2'    |
| Mixtur II    |
| Trumpet 4'   |
| Tremulant    |

- 1927 byggdes en orgel av Gebrüder Rieger, Jägerndorf, Tjeckoslovakien med 28 stämmor, två manualer och pedal. Fasaden ritades av S. Brandell.
- Den nuvarande orgeln byggdes 1969 av Åkerman & Lunds Nya Orgelfabriks AB, Knivsta. Orgeln är mekanisk och har slejflådor. Fasaden är från 1927 års orgel.

| Huvudverk I     | Svällverk II      | Pedal            | Koppel |
| Principal 8'    | Viola di Gamba 8' | Subbas 16´       | I/P    |
| Rörflöjt 8'     | Gedackt 8'        | Oktavbas 8'      | II/P   |
| Oktava 4'       | Principal 4'      | Gedacktpommer 4' | II/I   |
| Gedacktflöjt 4' | Koppeflöjt 4'     | Nachthorn 2'     |        |
| Oktava 2'       | Waldflöjt 2'      | Fagott 16'       |        |
| Sesquialtera II | Nasat 1 1/3'      |                  |        |
| Mixtur V 1 1/3' | Scharf III        |                  |        |
| Trumpet 8'      | Dulcian 16'       |                  |        |
|                 | Oboe 8'           |                  |        |
|                 | Tremulant         |                  |        |
|                 | Crescendosvällare |                  |        |

### Webbkällor
- byggnadspresentation
- Information om kyrkan från Rödöns pastorat